# Cavaquista
Cavaquista é termo utilizado na política portuguesa para definir os apoiantes de Cavaco Silva e das suas perspectivas políticas, que são muitas vezes referidas como cavaquismo. Define uma facção de apoiantes dentro do Partido Social Democrata de Portugal, servindo ainda como adjectivo.

## História
Não sendo possível precisar a data do aparecimento do termo, o seu uso terá surgido a partir da eleição, a 2 de Junho de 1985, de Cavaco Silva como presidente do PSD.
Tendo sido adoptado pelos meios de comunicação social, o termo difundiu-se para outras áreas e perdura até aos nossos dias.

## Alguns exemplos
"Cavaquistas preparam programa eleitoral do PSD"
"...- extinção da taxa, na era cavaquista, reduzindo uma das suas fontes de receita..."
"Casas Novas é a aldeia mais cavaquista do país."
"Cavaquista é mandatário de Mendes"
"Ofensa à moral cavaquista justificou reacção dura"